# Parafia św. Jacka w Glen Head
Parafia św. Jacka w Glen Head (ang. St. Hyacinth's Parish) – parafia rzymskokatolicka położona w Glen Head, w stanie Nowy Jork, Stany Zjednoczone.
Jest ona wieloetniczną parafią w diecezji Rockville Centre, z mszą św. w j. polskim dla polskich imigrantów.
Ustanowiona w 1909 roku i dedykowana św. Jackowi.

## Nabożeństwa w j.polskim
- Niedziela – 10:15

## Szkoły
- St Hyacinth School
- Polska Szkoła Dokształcająca im. Ignacego Paderewskiego